# Julio Lagos Lagos
Julio Lagos Lagos (Chillán, 7 de junio de 1896-Santiago, 19 de agosto de 1997), fue un abogado chileno, presidente del Consejo de Defensa del Estado de Chile entre los años 1932 y 1941.

## Vida
Nació en Chillán, ciudad de la zona central del país. Fue hijo de don Dagoberto Lagos Pantoja, Presidente de la Corte Suprema de Chile entre 1929 y 1931.Siendo nieto del General de Ejército Pedro Lagos Marchant, que comandó la Toma del Morro de Arica en la Guerra del Pacífico.
Estudió Derecho en la Universidad de Chile, titulándose en 1919 con su tesis "La espropiación" (sic). 

### Matrimonio e hijos
Se casó con Ethel Maud Ffrench-Davis Tonkin, con quien tuvieron siete hijos: Sergio, Dagoberto, Gladys Maud, Lucía, Julio, María Eugenia y Enrique. 

## Funcionario público
En 1920, reservista militar, fue llamado al acuartelamiento general con motivo de la elección de don Arturo Alessandri Palma.
Luego de una prominente carrera funcionaria, fue Presidente del Consejo de Defensa del Estado (en aquel tiempo llamado Consejo de Defensa Fiscal), durando nueve años en el cargo, entre 1932 y 1941. Perteneció al Partido Liberal.
Siguió prestando servicios como abogado en forma particular.
Falleció en Santiago en 1997, a los 101 años de edad.